# 玄冶店 濱田家
玄冶店 濱田家（げんやだな はまだや）は、株式会社濱田家が運営し、東京都中央区日本橋人形町に本店を構える老舗の料亭。店主は三田芳裕で、先代は明治座の元会長三田政吉である。

## 概要
「濱田家」の名は、花街として知られた現在の人形町周辺にあたる芳町の芸者置屋「濱田家」に始まる。「濱田家」の貞奴は総理大臣・伊藤博文など元勲からも贔屓にされた芸妓で、のちに日本初の女優川上貞奴として知られた。置屋としての「濱田家」は明治の末に店を閉め、三田五三郎が1912年（大正元年）に開業する際、貞奴から「濱田家」の名を譲り受けて料亭「濱田家」が誕生した。
初代三田五三郎は福井出身で、横浜「富貴楼」と飯田橋「富士見楼」で修行し、矢の倉「福井楼」で渋谷利紀太郎の後任として料理長に就く。
1932年（昭和7年）から関西の料理人を雇い入れており、現在の料理長である南雲和市も関西出身で、日本料理研究会の師範を務めて関西調理師が構成する古萌会に所属している。
「玄冶店」は徳川家の御典医・岡本玄冶に由来する地名である。玄冶は3代将軍・家光が痘瘡を病んだ際に全快させて名を高め、幕府から拝領した土地に借家を建てて庶民に貸したことから一帯が「玄冶店」と呼ばれた。与三郎とお富で有名な『与話情浮名横櫛』（よわなさけうきなのよこぐし）の舞台として知られる。

## 沿革
- 1912年（大正元年） 東京日本橋人形町の玄冶店跡地にて創業する。
- 2007年（平成19年）
  - 系列店として東京ミッドタウン店を港区赤坂で開業する。
  - ミシュランガイド東京版で初めて三つ星の8店に選ばれ、料亭として初めて三つ星店となるが、2021年現在は一つ星である。
- 2013年（平成25年） 東京ミッドタウン店を閉店する。

## 交通
本店
- 東京地下鉄日比谷線○人形町駅
- 都営地下鉄浅草線○人形町駅

東京ミッドタウン店（閉店）
- 都営地下鉄大江戸線○六本木駅
- 東京メトロ日比谷線○六本木駅
- 東京地下鉄千代田線○乃木坂駅
- 東京地下鉄南北線○六本木一丁目駅

すし処 はま田（閉店）
- 東京地下鉄半蔵門線○水天宮前駅
- 東京メトロ日比谷線○人形町駅

## すし処 はま田
濱田家の系列店で、東京都中央区日本橋蛎殻町のロイヤルパークホテル内で営業していた寿司店で、2010年9月頃に閉店した。